# Cupola
Cupola (italienisch für Kuppel) ist ein kuppelförmiger Beobachtungsturm der Internationalen Raumstation. Es befindet sich an der meist erdzugewandten Seite des Moduls Tranquility.

## Aufbau

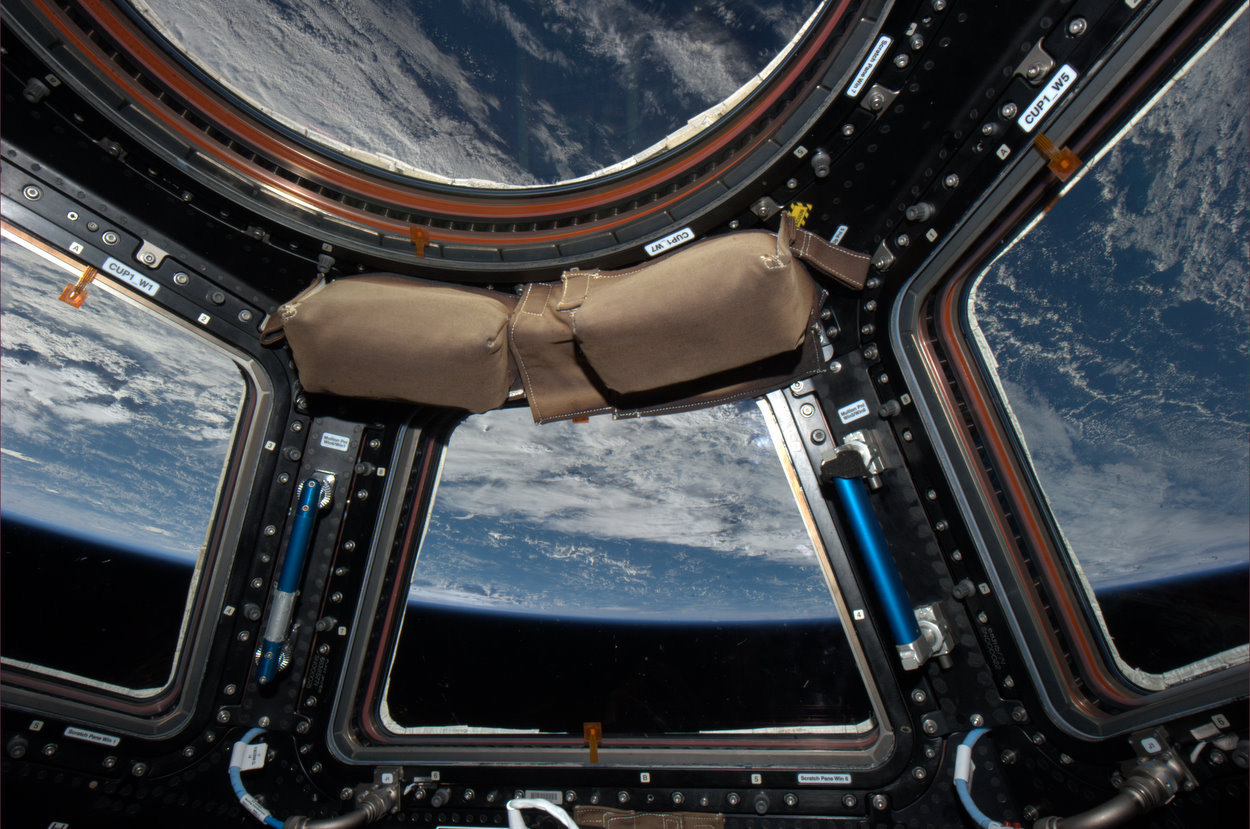
Cupola von innen

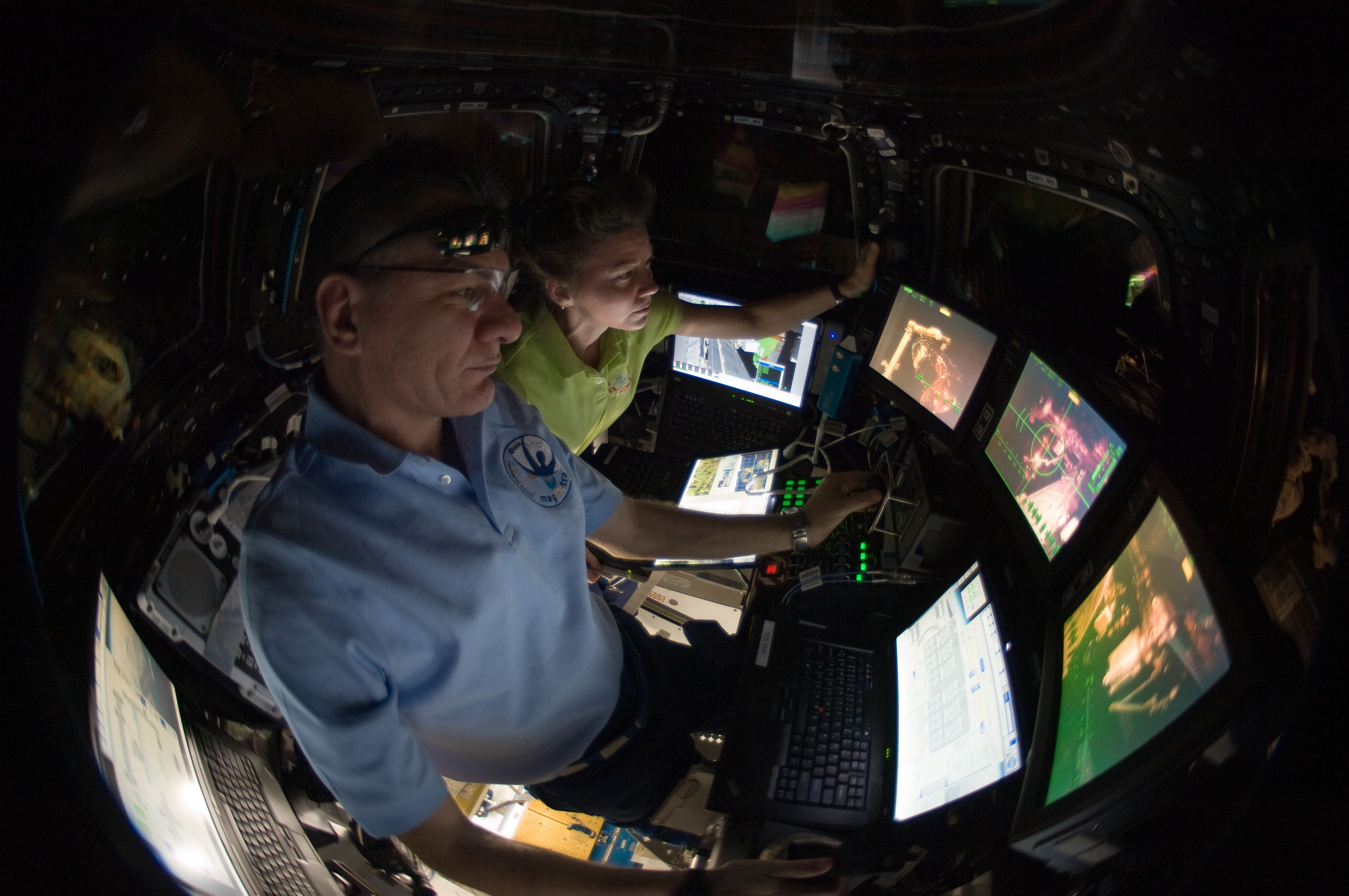
Canadarm2 wird von Cupola aus bedient (im Bild: Paolo Nespoli und Catherine Coleman)

Cupola ist 1,50 m hoch, hat einen maximalen Durchmesser von 2,95 m und hatte beim Start eine Masse von 1.805 kg. Die maximale Masse im Orbit beträgt 1.880 kg. Cupola verfügt über sechs seitlich angebrachte Fenster sowie über ein größeres 80-cm-Fenster auf dem „Dach“ und bietet somit eine Rundumsicht in eine Beobachtungsrichtung. Die Fenster können zum Schutz vor Mikrometeoriten und Weltraumschrott mit speziellen Fensterläden abgeschottet werden.
Cupola dient in erster Linie zu Beobachtungszwecken, wobei es Platz für zwei Besatzungsmitglieder gleichzeitig bietet. Zu den wichtigsten Aufgaben des Moduls gehört die Steuerung des Roboterarms der Station, Kommunikation mit Astronauten während eines Ausstiegs sowie Beobachtung der Erde und des Weltraums. Dazu können in Cupola verschiedene Kommando- und Steuerungsarbeitsstationen installiert werden. Eine nicht minder wichtige Aufgabe der Cupola sollte ihr Einsatz als Entspannungsort für Astronauten sein.
Cupola gehört zum amerikanischen Teil der Station und sollte anfangs von Boeing gebaut werden. Nach Kostenüberschreitungen wurde die Entwicklung des Moduls zunächst 1993 eingestellt und fünf Jahre später an die Europäische Weltraumorganisation (ESA) übergeben. Im Gegenzug erhielt die ESA Transportmöglichkeiten auf dem Space Shuttle für europäische Komponenten und Versuche sowie Extraexperimente auf Columbus.

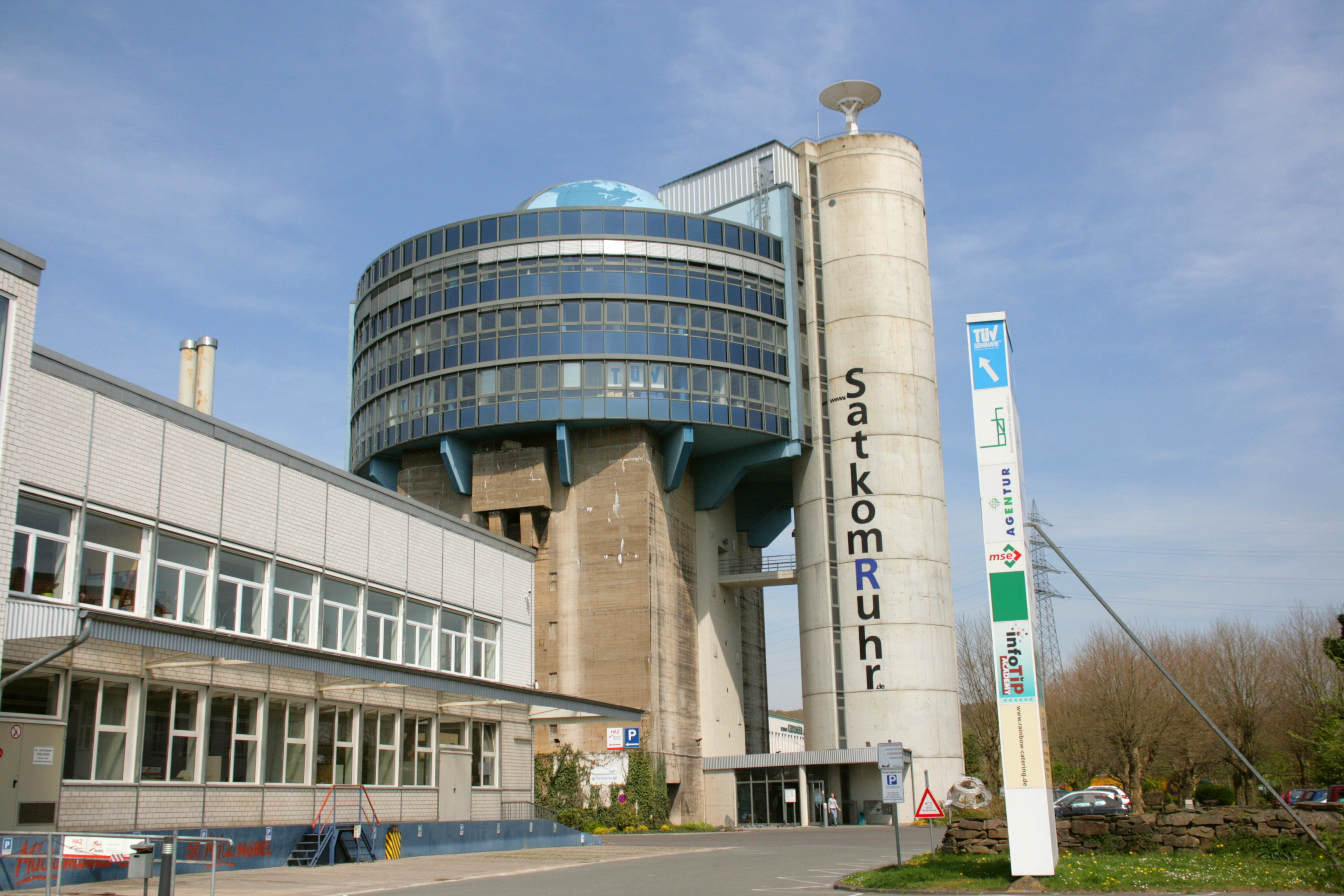
SatkomRuhr-Tower (Hattingen) mit erster Version der Cupola

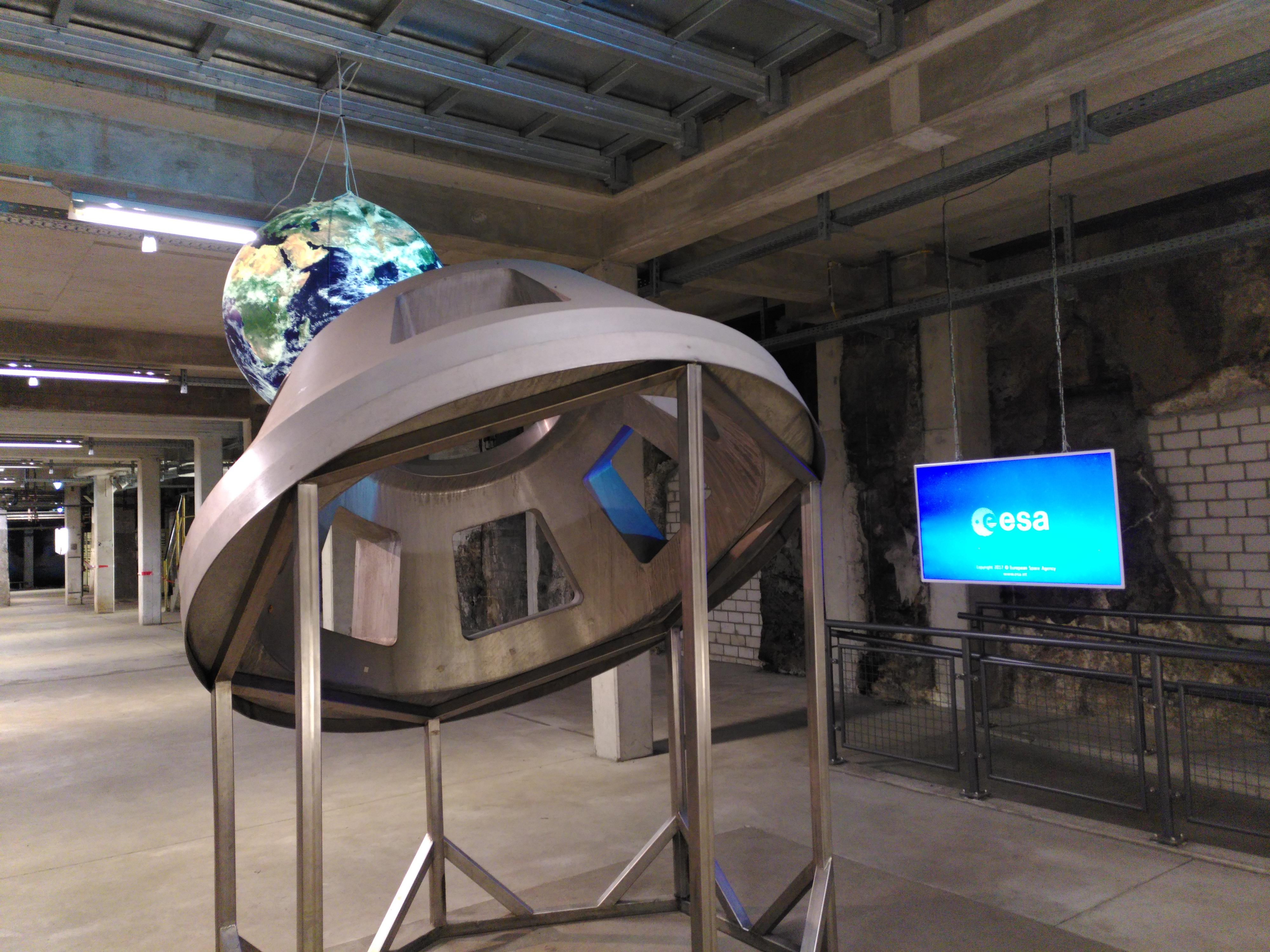
Cupola-Prototyp im Museum Henrichshütte in Hattingen

Zwei Monate nach dem Vertrag mit der NASA vergab die ESA am 8. Februar 1999 den 20-Millionen-Euro-Auftrag zum Bau des Moduls an Alenia Spazio (Italien). Das Gehäuse der Cupola wurde von den Vereinigten Schmiedewerken auf dem Gelände der ehemaligen Henrichshütte in Hattingen gebaut. Eine zuvor produzierte Version der Cupola stand länger am Bahnhof Hattingen-Ruhr und am SatkomRuhr-Tower in Hattingen und ist heute in der Henrichshütte, LWL-Museen für Industriekultur ausgestellt. Weitere sechs europäische Firmen arbeiteten unter Leitung von Alenia an Komponenten von Cupola: CASA (Spanien), APCO (Schweiz), SAAB Ericsson and Lindholmen Development (Schweden), EADS Space Transportation (Deutschland) und Verhaert (Belgien). Cupola wurde am 7. Juli 2005 am Kennedy Space Center offiziell an die NASA übergeben und dort eingelagert.

## Transport und Montage

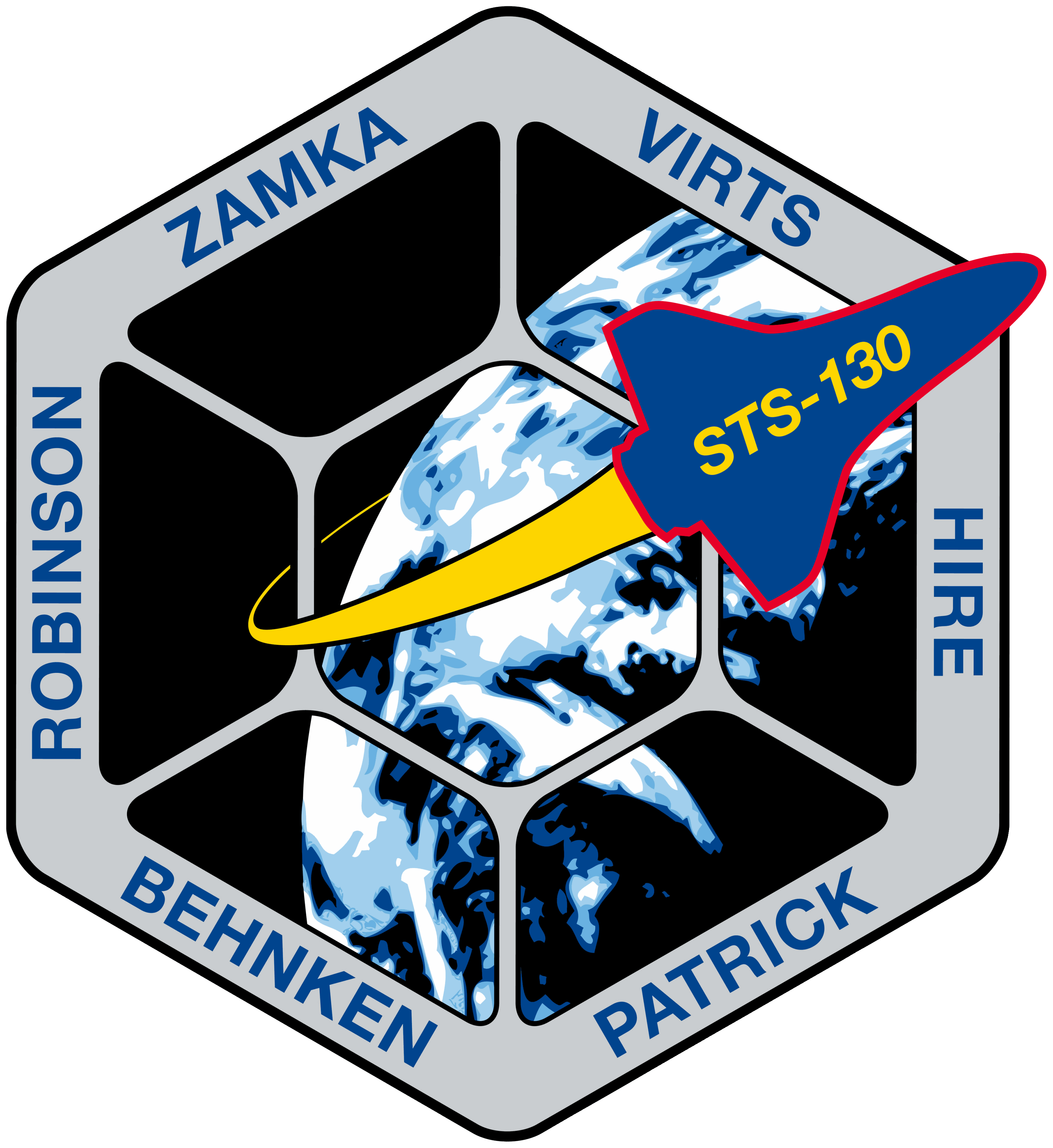
Emblem der Mission

Am 31. August 2009 wurde Cupola in der Space Station Processing Facility für den Transport mit Tranquility vorbereitet, am 20. November wurde das Eigentum an diesem Modul bei einer feierlichen Zeremonie von der ESA an die NASA übertragen. Es startete an Bord des Space Shuttle Endeavour am 8. Februar 2010 im Rahmen der Mission STS-130 zur ISS. Das Tranquility-Modul wurde zusammen mit Cupola am Unity-Modul montiert und danach die Cupola vom vorderen Kopplungsstutzen zum Nadir-Kopplungsstutzen Tranquilitys bewegt. Die älteren Planungen sahen einen direkten Anbau von Cupola an Unity vor.